# Carlos Lyra
Carlos Eduardo Lyra Barbosa, conosciuto come Carlos Lyra o Carlinhos Lyra (Rio de Janeiro, 11 maggio 1933 – Rio de Janeiro, 16 dicembre 2023), è stato un cantante, compositore, chitarrista e attore brasiliano.

## Biografia

### Formazione
Nato nel distretto di Botafogo a Rio de Janeiro, primogenito di José Domingo Barbosa e di Helena Lyra Barbosa, a sette anni si avvicinò alla musica strimpellando un pianoforte giocattolo, per poi dedicarsi all'armonica a bocca. In una gara di atletica si fratturò una gamba, e l'incidente lo costrinse a rimanere a letto per un periodo di sei mesi, durante i quali imparò a suonare la chitarra, perfezionando la tecnica dello strumento sotto la guida di Garoto fino alla prematura morte del grande chitarrista. Proseguì gli studi al Colégio Santo Inácio; passò poi al Colégio São Bento e conseguì il diploma di scuole superiori al Colégio Mallet Soares di Copacabana, dove conobbe Roberto Menescal. Assieme a lui, Lyra fondò la prima Academia de Violão, che vide la presenza, fra gli altri, di Edu Lobo, Marcos Valle, Nara Leão e Wanda Sá. Con molti musicisti affermati e altri in erba, fra i quali Tom Jobim, João Donato, Dick Farney, Dolores Duran, Lúcio Alves, Baden Powell e Sylvia Telles, prese a frequentare il locale notturno dell’Hotel Plaza dove si esibiva Johnny Alf, finché questi lasciò Rio de Janeiro trasferendosi a San Paolo. Fu al Plaza che Lyra, a metà degli anni cinquanta, conobbe João Gilberto.

### Carriera
La sua prima composizione, Quando chegares, risale al 1954, e nello stesso anno la sua Menina fu presentata al primo festival della canzone. Interpretata da Sylvia Telles, Menina fu pubblicata l'anno seguente in un 78 giri che conteneva anche un brano di Tom Jobim e Newton Mendonça, Foi a noite, e che è considerato un antesignano della Bossa Nova.

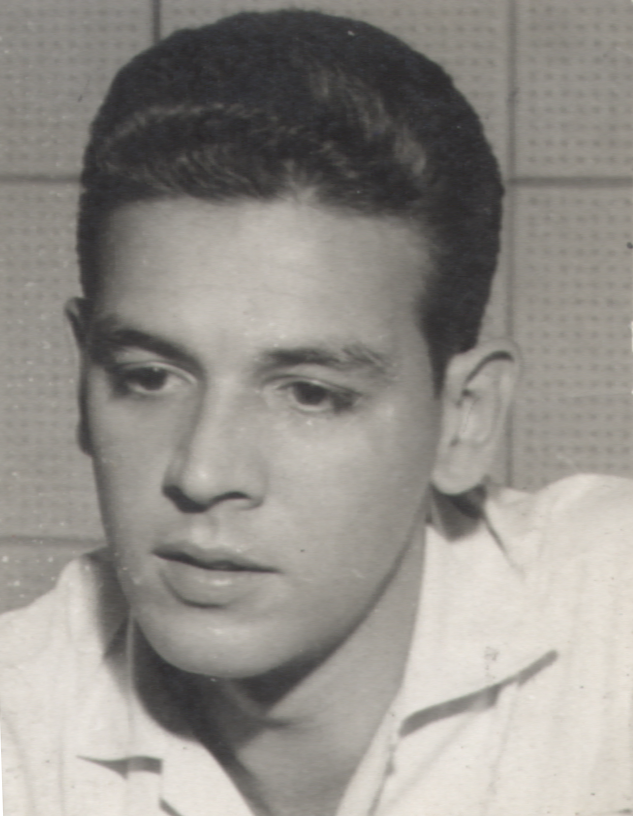
Carlos Lyra

Il 1956 è l'anno in cui Lyra iniziò la sua carriera professionistica nel gruppo di Bené Nuntes, componendo musica e liriche di Maria Ninguém e Criticando, quest'ultima incisa dagli Os Cariocas. Dell'anno seguente sono le composizioni Lobo Bobo e Se è tarde me perdoa, scritte assieme a Ronaldo Bôscoli. Del 1957 sono Quem quiser encontrar o amor e Aruanda, composte con Geraldo Vandré. L'anno successivo, Lyra assieme ad altri musicisti a supporto di Sylvia Telles fu il protagonista dello spettacolo presso l’auditorio del Gruppo Universitario Ebraico nel cui cartellone si menzionava per la prima volta il termine “bossa nova”. Carlos Lyra era ormai un nome di primo piano della musica brasiliana. Alcune sue composizioni (Maria Ninguém, Lobo Bobo e Saudade fez um samba) vennero riprese nel 1959 da João Gilberto nel suo album Chega de saudade. Nello stesso anno prese parte allo spettacolo 1º Festival di Samba - Session a fianco di Sylvinha Telles, Alaíde Costa, Normando Santos, Nara Leão, Norma Bengell, Chico Feitosa, Oscar Castro-Neves e Roberto Menescal. Inoltre incise il suo primo disco, Carlos Lyra: Bossa Nova.
I primi anni sessanta costituirono un periodo di grande creatività per l'artista brasiliano. Lyra conobbe Vinícius de Moraes con cui collaborò alla creazione di tantissime composizioni: Coisa mais linda, Marcha da quarta-feira de cinzas, Primavera, Você e eu e Minha namorada; e ancora Canção do amanhecer, Samba do carioca, Cartão de visita, Pobre menina rica, Broto triste, Comedor de giletes (Pau-de-Arara), Sabe você?, Canção do amor que chegou, Maria moita e Minha desventura, scritte per lo spettacolo musicale Pobre menina rica, le cui musiche ricevettero il premio come migliore colonna sonora; compose musiche da film, fra le quali quella per un episodio della pellicola Cinco vezes favela; ed era fra i musicisti brasiliani presenti allo storico Festival della Bossa Nova tenutosi alla Carnegie Hall di New York. Di nuovo negli Stati Uniti, questa volta a Washington, si esibì assieme a Tom Jobim, Luiz Bonfá e João Gilberto. Poi fu al Festival di Newport insieme a Stan Getz, ebbe esperienze come direttore musicale radiofonico e come fondatore e direttore del Centro Popular de Cultura da UNE, attraverso cui ebbe l'opportunità di venire a contatto con molti compositori popolari, fra i quali Zé Keti, Nelson Cavaquinho, João do Vale, Cartola e Elton Medeiros. Nel 1966, con l'avvento della dittatura militare, lasciò il Brasile e si stabilì in Messico. Lì l'anno dopo compose colonne sonore per cortometraggi, collaborando con opere testuali anche ai lavori preparatori per i Giochi olimpici.
Tornato in patria nel 1971, pubblicò l'LP ...E no entanto é preciso cantar, a cui Chico Buarque collaborò nella composizione di un pezzo. Nel 1974, dopo avere composto e pubblicato altri brani e colonne sonore, si trasferì a Los Angeles dove risiedette per due anni. Nel 1980 la sua opera giovanile  O dragão e a fada ricevette cinque premi Deusas de Prata, i riconoscimenti teatrali messicani più rilevanti. Gli anni ottanta lo videro partecipare a spettacoli con figure di spicco del mondo della musica brasiliana: si esibì a fianco di Caetano Veloso, Toquinho e Nana Caymmi in Spagna, di Leila Pinheiro in Giappone; e prese parte allo show 25 Anos de Bossa Nova e, nel 1986, a un festival della chitarra che si svolse in Martinica.
I suoi lavori proseguirono nel decennio successivo. Alle composizioni di musiche da film alternò tournée in Portogallo, in Spagna e in Giappone a manifestazioni commemorative: assieme agli artisti con cui si era già esibito nel passato, Lyra fu a fianco di Astrud Gilberto, Baden Powell e Miúcha. In onore dei 40 anni di bossa nova, nel 1999 partecipò al Festival de Verão: Rio, sempre Bossa Nova, esibendosi assieme a Caetano Veloso, Joyce, Gilberto Gil, Leila Pinheiro, Roberto Menescal e Wanda Sá.
Gli anni 2000 si aprirono con gli spettacoli del Projeto Bossa Nova 2000, che lo videro accompagnato da Adriano Giffoni al basso, Helvius Villa alle tastiere, Marcio Bahia alle percussioni, con la partecipazione straordinaria della figlia Kay Lyra. In quegli anni pubblicò un manuale di chitarra con accluso un CD, Harmonia prática da bossa nova. Per i 20 anni dalla scomparsa di Vinicius, Lyra intraprese un tour sudamericano per onorare il poeta e compagno di tante composizioni. Carlos Lyra: Sambalanço fu inciso nel 2000: la formazione vedeva, assieme a Carlos Lyra, il basso di Adriano Giffoni, il piano di Helvius Villa, le percussioni di Ricardo Costa e il flauto e sax tenore di Carlos Malta. Anche in questo caso si registra la presenza di Kay Lyra, e in più la partecipazione di Claudio Lyra, nipote di Carlos.
Nel 2004, Lyra festeggiò i cinquant'anni di carriera in uno spettacolo che vide l'artista contornato da molti musicisti brasiliani. Nello stesso anno, in Bossa Nova in Concert il chitarrista è assieme a Johnny Alf, Roberto Menescal, Wanda Sá, Eliane Elias, Marcos Valle e Os Cariocas fra i tanti. Negli anni a seguire, Lyra intervallò spettacoli commemorativi, concerti con artisti carioca, la pubblicazione del libro Eu e a bossa e l'incisione del CD Os Bossa Nova, contenente le proprie composizioni create insieme ad altri musicisti brasiliani come Vinicius de Moraes, Marcos Valle, Tom Jobim, Roberto Menescal, Ronaldo Bôscoli fra gli altri, disco promosso da una tournée di lancio che rivide Lyra insieme sul palco con i suoi vecchi amici Menescal, Valle e Donato. Nel 2019 l’artista incise un nuovo album, Além da Bossa, costituito da brani inediti di sua creazione o precedentemente composti ed eseguiti da grandi nomi della bossa nova: Dori Caymmi, Antonio Adolfo, Joyce Moreno, Jaques Morelenbaum, oltre a Valle e Donato, composizioni che però Lyra non aveva mai interpretato.
Per i suoi novant’anni, fra i tanti omaggi al suo percorso musicale fu pubblicato l’album Afeto, con l’esecuzione di brani da parte di Gilberto Gil, Joyce Moreno, Ivan Lins, Caetano Veloso, Lulu Santos, Djavan, Marcos Valle, Fernanda Abreu, Leila Pinheiro, Wanda Sá, Paula Morelenbaum, Roberto Menescal ed Edu Lobo.
Lyra svolse anche l'attività di attore, prendendo parte ad alcuni lungometraggi, a un telefilm e a un film tv tedesco.

### Decesso
Ricoverato all'ospedale di Rio de Janeiro per un'infezione batterica, Carlos Lyra è morto il 16 dicembre 2023. Aveva 90 anni.

## Vita privata
Si sposò una prima volta con la modella e attrice statunitense Katherine Lee Riddell, sua partner musicale nei brani I See Me Passing By, Nothing Night e It's So Obvious: il matrimonio fu celebrato in Messico nel 1969. Da lei ebbe la sua unica figlia, la cantante Kay Lyra. Nel 2004, dopo quasi 35 anni di matrimonio, la coppia divorziò. Nello stesso anno il cantante passò a nuove nozze con Magda Botafogo.

## Discografia
- 1960 - Bossa Nova
- 1961 - Carlos Lyra
- 1962 - Bossa Nova mesmo
- 1963 - Deposi do Carnaval O Sambalanço de Carlos Lyra
- 1964 - Pobre menina rica
- 1965 - The Sound of Ipanema
- 1967 - Carlos Lyra
- 1969 - Carlos Lyra/Saravá
- 1971 - Carlos Lyra
- 1971 - ... E no entanto é preciso cantar
- 1972 - Eu e Elas
- 1974 - Carlos Lyra
- 1975 - Heroi do medo
- 1978 - Carlos Lyra e a Bossa Nova
- 1987 - Carlos Lyra
- 1993 - Bossa Lyra
- 1994 - Songbook Carlos Lyra
- 1994 - Carioca de algema
- 1997 - Get's Bossa Nova
- 1998 - Bossa Cuca Nova
- 1998 - Carlos Lyra: Best Selection from 1959 to 1963
- 1999 - Vivendo Vinicius ao vivo
- 2000 - Sambalanço
- 2000 - Carlos Lyra. A música brasileira deste século por seus autores e intérpretes
- 2000 - Carlos Lyra. Millenium
- 2000 - Carlos Lyra. Enciclopédia da Música Brasileira
- 2005 - 50 anos de música
- 2008 - Os Bossa Nova
- 2010 - Era no tempo do rei
- 2019 - Além da Bossa[10]

## Filmografia

### Cinema
- Pistoleiro Bossa Nova (1959)
- Um Candango na Belacap (1961)
- O Signo de Escorpião (1975)
- Nos Tempos da Vaselina (1992)

### Televisione
- Eu E a Moto - telefilm (1972-73)
- Die Andere  - film tv (1986)